# Ruben II da Arménia
Ruben II da Arménia(PE) ou Armênia,(PB) Ռուբեն Բ em arménio, Rupen ou Roupen por transliteração (1165-1170) foi príncipe arménio da Cilícia por um breve período de tempo entre 1169 e 1170, desde a morte do seu pai Teodoro II até ao seu assassinato.
Quando o seu pai morreu, Ruben foi colocado aos cuidados do seu primo direito, o regente Tomás. Mas o seu tio Melias, que já tentara assassinar Teodoro II, invadiu o principado à frente de um exército de Alepo. Tomás fugiu para o Principado de Antioquia deixando Ruben aos cuidados do católico São Narses IV em Hromgla. Narses foi assassinado por agentes de Melias em 1169, Ruben no ano seguinte, e Melias subiu ao trono.